# Dublin (Georgia)
Dublin település az Amerikai Egyesült Államok Georgia államában, Laurens megyében, melynek megyeszékhelye is. Lakosainak száma 16 074 fő (2020. április 1.).

## Népesség
A település népességének változása:

| 2010 | 16 201 |
| 2020 | 16 074 |